# Mihai Eminescu
Mihai Eminescu (pravo ime Mihail Eminovici), romunski pesnik, pisatelj in novinar, * 15. januar 1850, Botoșani, Kneževina Moldavija, † 15. junij 1889, Bukarešta, Kraljevina Romunija.
Velja za največjega romunskega pesnika. S svojimi deli je ustvaril novo šolo romunskega pesništva in močno vplival na romunsko kulturo. Po smrti je bil povzdignjen v simbol naroda in njegove izjemnosti. V času komunizma je bil okoli njega zgrajen kult osebnosti, ki naj bi utemeljil ideologijo vladajočih, njegova simbolna vloga pa se v nekoliko spremenjeni obliki ohranja vse do danes.

## Življenje
Šolanje je začel v kraju Cernăuƫi (sezdaj Črnovice v Ukrajini), nemško-romunskem kulturnem središču. Poezijo je začel objavljati že kot dijak; od leta 1866 je sodeloval z literarno revijo Familia, katere urednik Iosif Vulcan mu je nadel bolj romunsko zveneč psevdonim Eminescu. V času študija na Univerzi na Dunaju (1869–1872) se je vključil v krog literatov društva Junimea iz Iașija, z Dunaja pa je kasneje odšel na Humboldtovo univerzo v Berlinu. V nemško govorečih krajih je prišel pod vpliv nemške filozofije in zahodne književnosti.
Leta 1874 je bil imenovan za šolskega inšpektorja in knjižničarja na Univerzi v Iaşiju, kmalu po tistem pa je prevzel položaj urednika konzervativnega časopisa Timpul. V zgodnjih 1880. letih se je njegovo ustvarjanje končalo zaradi napredovanja duševne motnje. Narava te motnje ni povsem jasna in tudi natančne okoliščine njegove smrti v sanatoriju v Bukarešti ostajajo skrivnost, domnevajo pa, da je k prezgodnji smrti pripomoglo zdravljenje s toksičnim živosrebrovim kloridom po napačni diagnozi sifilisa.